# Кэтыкэ-Тункалькикэ
Кэтыкэ-Тункалькикэ (устар. Кэтэкэ-Тинголь-Кикя) — река в России, протекает по территории Ямало-Ненецкого АО. Устье реки находится в 5 км по левому берегу реки Кыпа-Печчалькы. Длина реки составляет 13 км.

## Данные водного реестра
По данным государственного водного реестра России относится к Нижнеобскому бассейновому округу, водохозяйственный участок реки — Таз. Речной бассейн реки — Таз.
Код объекта в государственном водном реестре — 15050000112115300067417.